# Запретное образование
Запретное образование (исп. La Educación Prohibida) — независимый аргентинский документальный фильм, выпущенный в августе 2012 года. В фильме упоминаются нетрадиционные методы образования, которые используются в странах Латинской Америки и Испании, такие как: Народное Образование (Educación Popular), вальдорфская педагогика, Монтессори, Коссетини (Cossettini), Либертарианское Образование (Educación Libertaria), Домашнее обучение и другие типы альтернативных систем образования.
Эта работа является первым испанским фильмом, созданным посредством краудфандинга. Помимо этого, впервые премьеру фильма показали одновременно в 151 залах, в 119 городах 13 стран. На премьеру показа фильма пришло более 18 000 зрителей. В течение года, по оценкам кинокритиков, фильм был воспроизведен и загружен более 10 миллионов раз и был использован почти в 900 независимых проектах, в более чем 30 странах.
Фильм был выпущен под лицензией «Creative Commons типа Копилефт». Согласно интервью директора Германа Дойна в Global Education Magazine, этот фильм стремится «научить правильно вести спор, дискуссию, полемику. Несомненно, в наши дни это умение считается незаменимым инструментом. Фильм помогает развить этот навык, чтобы люди смогли принимать решения в выборе своего образования».

## Содержание
Документальный фильм разделен на 10 тематических эпизодов, в которых рассматриваются различные аспекты образовательной системы в школьной среде и за её пределами. Также в фильме используется анимация, иллюстрирующая каждый эпизод. Фильм стал популярен в академических кругах педагогического просвещения из-за критики традиционной школы.

## Фестивали и образцы
Фильм был показан в следующих фестивалях:
- 27-й Международный кинофестиваль в Мар-Дель-Плата. Аргентина. 2012.[9]
- Фестиваль аудио- визуальных коммуникаций и медиа-технологий, Медельин, Колумбия. 2012.[10]
- DOCTACINE — показ документального кино в Кордова. Аргентина. 2012.[11]
- 3-й Фестиваль Детского и Подросткого Кино, Богота,Колумбия, 2013.[12]
- Показ Детского Кино в Флорианополис, Бразилия, 2013.[13]
- Фестиваль Социального Кино, Конкордия, Аргентина, 2013.[14]
- Фестиваль Латиноамериканского Кино в Триесте, Италия, 2013.[15]
- Фестиваль Документального Кино, Тайбэй CNEX, Китай, 2013.[16]
- Кинофестиваль Движение Сознания, Каракас, Венесуэла, 2014.[17]
- Фестиваль Ciranda de Filmes. Сан-Паулу, Бразилия. 2014.[18]
- Онлайн кинофестиваль Зритель (Viewster Online Film Fest), 2014.[19]
- 8-й Международный Детский Кинофестиваль, Бангладеш, 2015.
- Фестиваль кинокомпании Om Films. Канзас, США. 2015.[20]